# Salvador Tort
Salvador Tort († 27. Januar 1871) war ein uruguayischer Politiker.
Er saß als zunächst stellvertretender Abgeordneter für das Departamento Montevideo vom 9. April 1839 bis zum 26. Oktober 1841 und ab dem 1. November dieses Jahres als gewählter Volksvertreter in der
Cámara de Representantes. Von dort wechselte er innerhalb dieser 4. Legislaturperiode am 12. Dezember 1842 als Stellvertreter in den Senat, wo er Canelones repräsentierte. Dort verblieb er in dieser Eigenschaft auch in der folgenden Legislaturperiode bis zu seinem Rückzug am 25. November 1844. Bei seiner Rückkehr ins Parlament nahm er einen Sitz als gewählter Abgeordneter, wiederum für Montevideo, in der Abgeordnetenkammer ein (15. Februar 1852 – 22. Mai 1854). In dieser Phase war er 1852 zunächst Erster Vizepräsident der Kammer und hatte 1854 ihren Vorsitz inne. Zur 7. Legislaturperiode wurde er in den Senat gewählt, zog sich hier jedoch erneut am 14. Juli 1855 zurück. Im Rahmen seiner politischen Tätigkeit war er 1855 zudem als Staatssekretär tätig. Auch das Amt des Innenministers übte er ab dem 14. Juli 1855 für wenige Wochen bis zur Revolution im August dieses Jahres aus. Ferner war er Präsident des Superior Tribunal de Justicia.